# Francisco del Rosario Sánchez

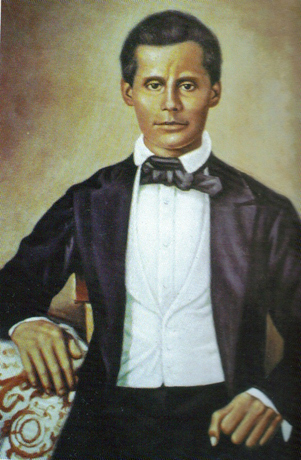
Francisco del Rosario Sánchez

Francisco del Rosario Sánchez född 9 mars 1817, död 4 juli 1861 genom avrättning, president för den provisoriska regeringens junta på Dominikanska republiken, 27 februari-1 mars 1844.